# 和歌山県道20号有田湯浅線
和歌山県道20号有田湯浅線（わかやまけんどう20ごう ありだゆあさせん）は、和歌山県有田市から有田郡湯浅町に至る県道（主要地方道）である。

## 概要
有田市の市街地では2車線に整備されているが、市街地を離れると1車線の道が多くなる。湯浅町の町街地では民家が連担しているところを通るため狭い道となっている。なお、有田市と湯浅町の境界周辺や海岸付近は、おおむね2車線整備が完了している。

### 路線データ
- 陸上距離：10.4 km
- 起点：有田市箕島（安諦橋北詰交点）
- 終点：有田郡湯浅町大字湯浅（和歌山県道23号御坊湯浅線交点）

## 歴史
- 1976年（昭和51年）4月1日 - 建設省（現・国土交通省）が主要地方道に指定。
- 1977年（昭和52年）6月18日 - 和歌山県が主要県道29号有田湯浅線を認定。
- 1993年（平成5年）5月11日 - 建設省から、主要県道有田湯浅線が有田湯浅線として主要地方道に再指定される[1]。
- 1994年（平成6年）4月1日 - 和歌山県が県道番号を「29」から「20」へ改番。
- 2014年（平成26年）7月9日 - 新田坂トンネルが開通。
- 2023年（令和5年）12月25日 - 有田市千田地内の（高田トンネルを含む）約540ｍが開通。[2]
- 2024年（令和6年）2月27日 - 和歌山県告示第181号により、北橋南詰～終点までの約580ｍが当県道から外れる。[3]

## 路線状況

### 重複区間
- 国道42号（有田市古江見 地内）

### トンネル
- 高田トンネル（有田市）- 165m
- 新田坂トンネル（湯浅町）- 344m

## 地理

### 通過する自治体
- 有田市
- 有田郡 湯浅町

### 交差する道路

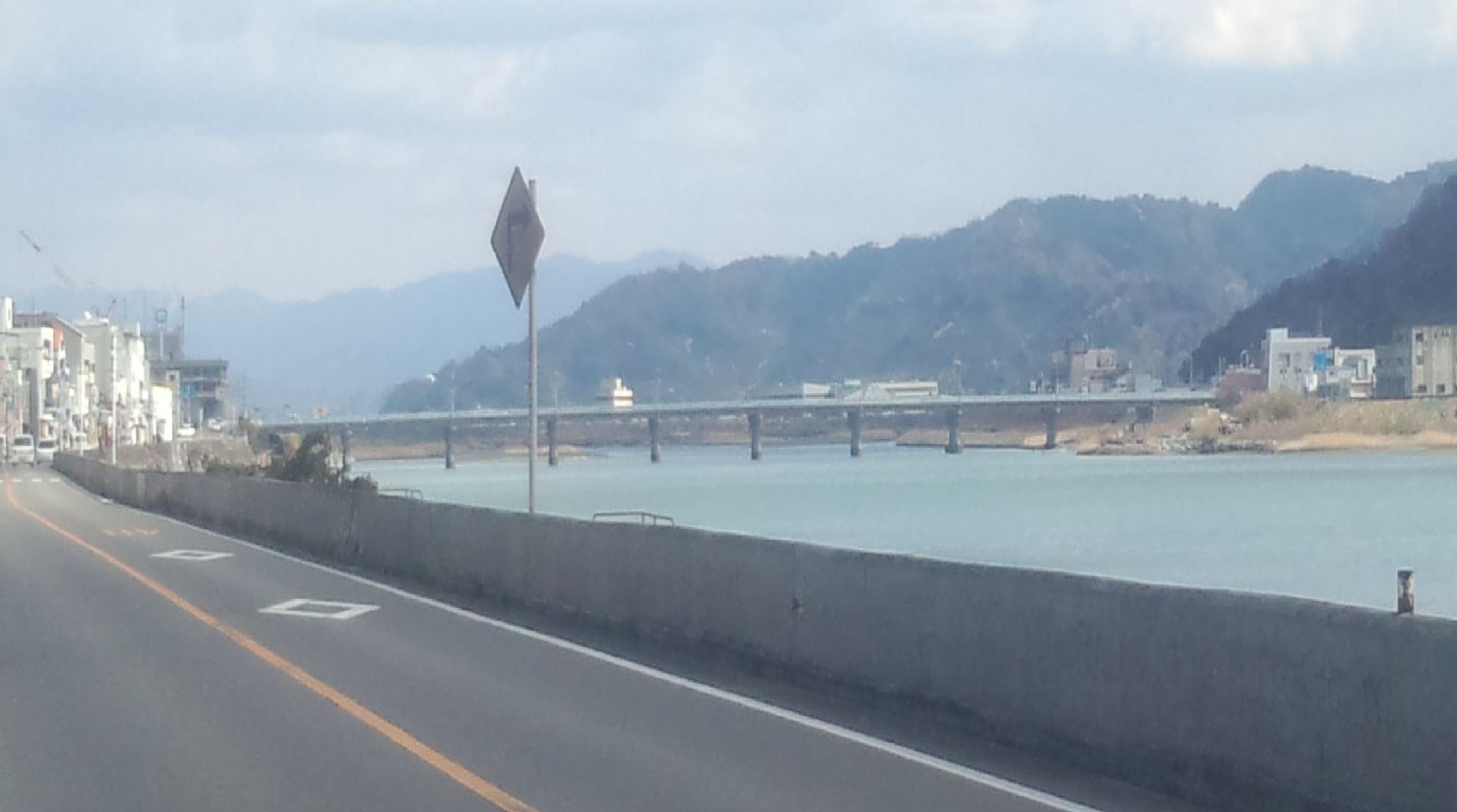
安諦橋

- 国道480号・和歌山県道174号箕島停車場線（起点）
- 和歌山県道171号宮崎古江見線（有田市古江見・安諦橋南詰交差点）
- 国道42号（有田市古江見・古江見交差点）
- 国道42号（有田市古江見・野交差点）
- 和歌山県道172号千田箕島線（有田市千田）
- 和歌山県道23号御坊湯浅線（終点）